# Quý tộc (La Mã cổ đại)
Thuật ngữ tiếng Latinh: patricius (tiếng Anh: patrician; tiếng Hy Lạp: πατρίκιος) có nghĩa là quý tộc, ban đầu dùng để chỉ một nhóm những gia đình giàu có trong xã hội La Mã cổ đại, bao gồm cả những thành viên dòng dõi lẫn những người được các gia đình này nhận làm con nuôi. Vào cuối thời đế quốc La Mã, tầng lớp này đã được mở rộng và bao gồm cả những viên chức hội đồng cao cấp. Sau khi đế quốc Đông La Mã sụp đổ, nó chỉ còn là một tước hiệu danh dự cao quý trong đế quốc Byzantine. Tầng lớp patricius thời Trung cổ lại một lần nữa chính thức được định nghĩa để chỉ những gia đình giàu trong số những dân biểu thị xã (burgess) tại nhiều thành bang của Italy thời Trung cổ, ví dụ như Venice và Genoa. Sau đó, "patrician" đã trở thành một thuật ngữ không chính thức chỉ tầng lớp quý tộc hoặc tầng lớp tư sản ở nhiều quốc gia.